# A Trágica História do Doutor Fausto
The Tragical History of Doctor Faustus (em inglês:  The Tragicall History of the Life and Death of Doctor Faustus) é uma peça de teatro elizabetana escrita por Christopher Marlowe entre 1589 e 1592, com base na história do Dr. Fausto (Historia Von Dr. Johann Faustus), 1587, recolhida de uma obra anônima alemã de contos sobre praticantes de ciências ocultas. Ela pode ter sido executada entre os anos de 1592 e 1593. A tragédia, escrita parte em verso e parte em prosa, conta a história de um homem que vende sua alma ao diabo com o objetivo de obter poder e conhecimento. A obra foi publicada pela primeira vez em 1604, oito anos após a morte do autor. Existem duas versões do texto, sendo a primeira de 1604 e outra de 1616, na qual são omitidos 36 versos e adicionados outros 676.
O poderoso efeito das primeiras produções da peça pode ser constatado pelas lendas que rapidamente se seguiram. Uma das lendas diz que demônios reais apareceram, certa vez, no palco durante uma apresentação, gerando grande espanto nos atores e espectadores. Dizem que tal experienciação levou muitos dos à loucura. 

## História
Fausto, cansado dos recursos da ciência medieval que não satisfaz seu anseio, procura a magia, também sem sucesso. Aparece em sua vida Mefistófeles, o demônio cético, que promete-lhe o cumprimento de todos os seus desejos. Desprezando a promessa e certo de que esse espírito negativo jamais poderia satisfazer seus desejos, Fausto assina um pacto com ele. No pacto, (pacto de sangue medieval) Fausto esta disposto a deixar que o demônio leve sua alma em troca de seus desejos futuros.
Mefistófeles, que não compreende a busca do homem começa a fazer sua parte. Devolve a juventude a Fausto, entrega-lhe a inocente Gretchen, que é executada depois de matar o filho ilegítimo. Fausto fica tomado de remorsos e não como Mefistófeles esperava que ele ficasse – um inveterado libertino. Porém a odisséia do homem mal começou. Livre do remorso Fausto faz de Mefistófeles um mecanismo para o seu desejo criador. Suas aventuras o levam à corte e luta por problemas econômicos.
Faz um filho com Helena – Euforion que vai significar um perigo a frete.
Assim como Goethe dedicou-se a corte alemã, Fausto dedica-se ao cultivo da terra, à drenagem de pântanos e ao estabelecimento de uma sociedade próspera. A busca e os empreendimentos de Fausto, causam dor a outros, temos como exemplo a expropriação de um casal inocente que recusam abandonar o lar para abrir caminho ao “progresso”. Fausto deseja que milhões de pessoas vivam felizes em liberdade, naquele grande dia seria capaz de saudar o momento que se passa.

## Versões em Português
- (1987). A História trágica da vida e morte do Doutor Fausto. Lisboa: Inquérito. (Trad, int. e notas de João Ferreira Duarte em colaboração com Valdemar Ferreira)[3]
- (2004). "Fausto". Johann Wolfgang von Goethe . São Paulo: Martin Claret. (Trad. e notas de Agostinho D'Ornellas) (Introdução de Nelson Ascher) - 1a. parte e 2a. parte.
- (2006). Fausto. São Paulo: Hedra. (Trad. e notas de A. de Oliveira Cabral)[4]
- (2018). A Trágica História do Doutor Fausto. São Paulo: Ateliê Editorial. (Trad. e notas de Luís Bueno, Caetano W. Galindo e Mario Luiz Frungillo) (Org. e int. de Luís Bueno) Bilíngue.